# Kötke
Kötke románul: Cutca, falu Romániában, Erdélyben, Kolozs megyében.

## Fekvése
Szamosújvártól keletre fekvő település.

## Története
Kötke nevét 1357-ben említette először oklevél p. Kutke néven.
További névváltozatai: 1456-ban Kethke (Kádár), 1457-ben Kwthke, Chwthke (Zichy Okl IX. 562, 566), 1458-ban Keethke, 1492-ben Kuthke, 1495-ben v. olachalis (Kuthke), 1677-ben Költe, 1721-ben Ketke (Kádár IV. 501), 1733-ban Kutka, 1760–1762 között Kettke, 1808-ban Kötke, Kutká, 1913-ban Kötke.
1457-ben Kethke néven Bálványos vár tartozéka volt; fele-fele részébe új birtokosai: Várdaiak és L. Dezsőfiak 
bevezetése.
A trianoni békeszerződés előtt Szolnok-Doboka vármegye Kékesi járásához tartozott.
1913-ban 331 lakosából 329 román és görögkatolikus volt.

## Források

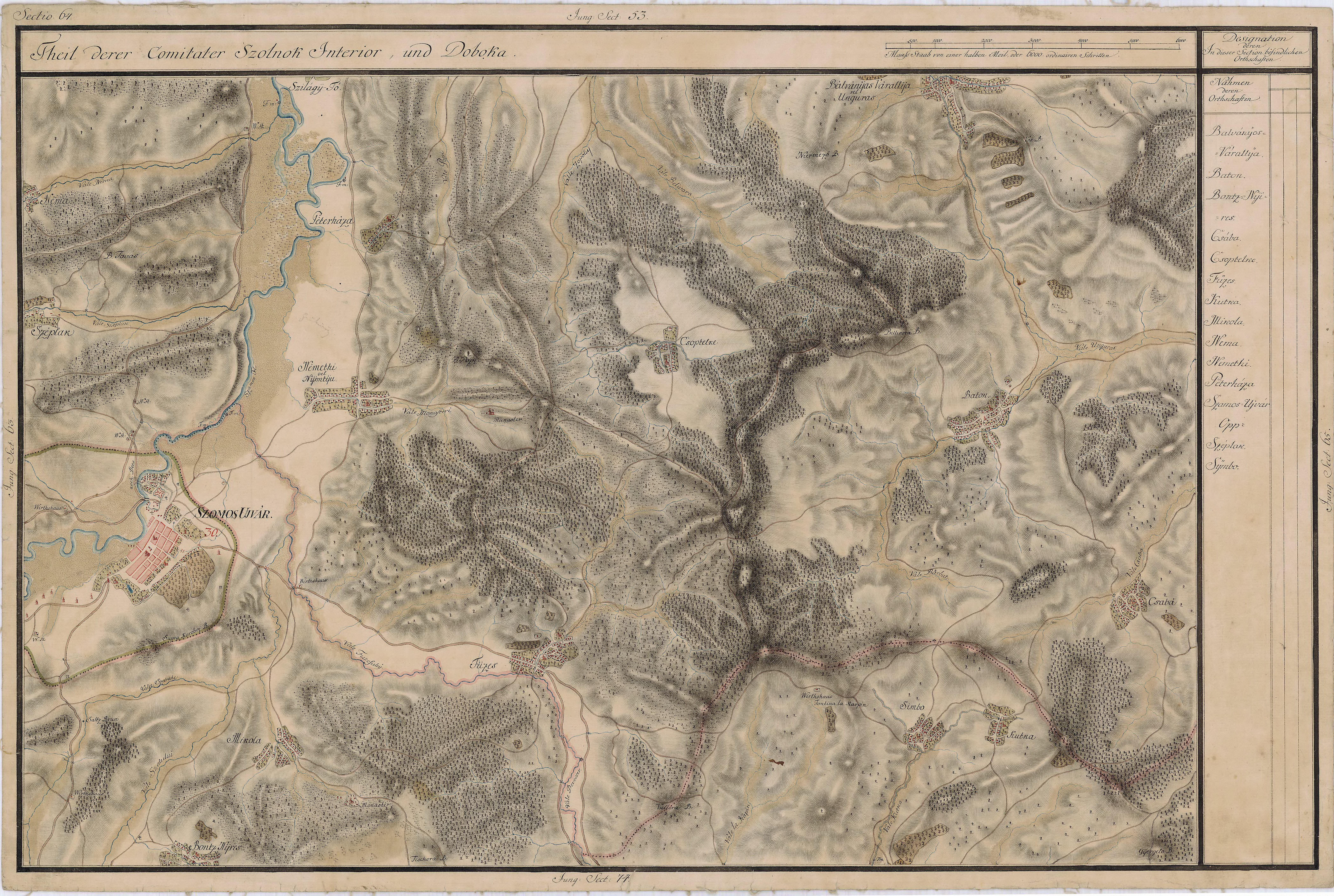
Kötke egy régi térképen

## Galéria

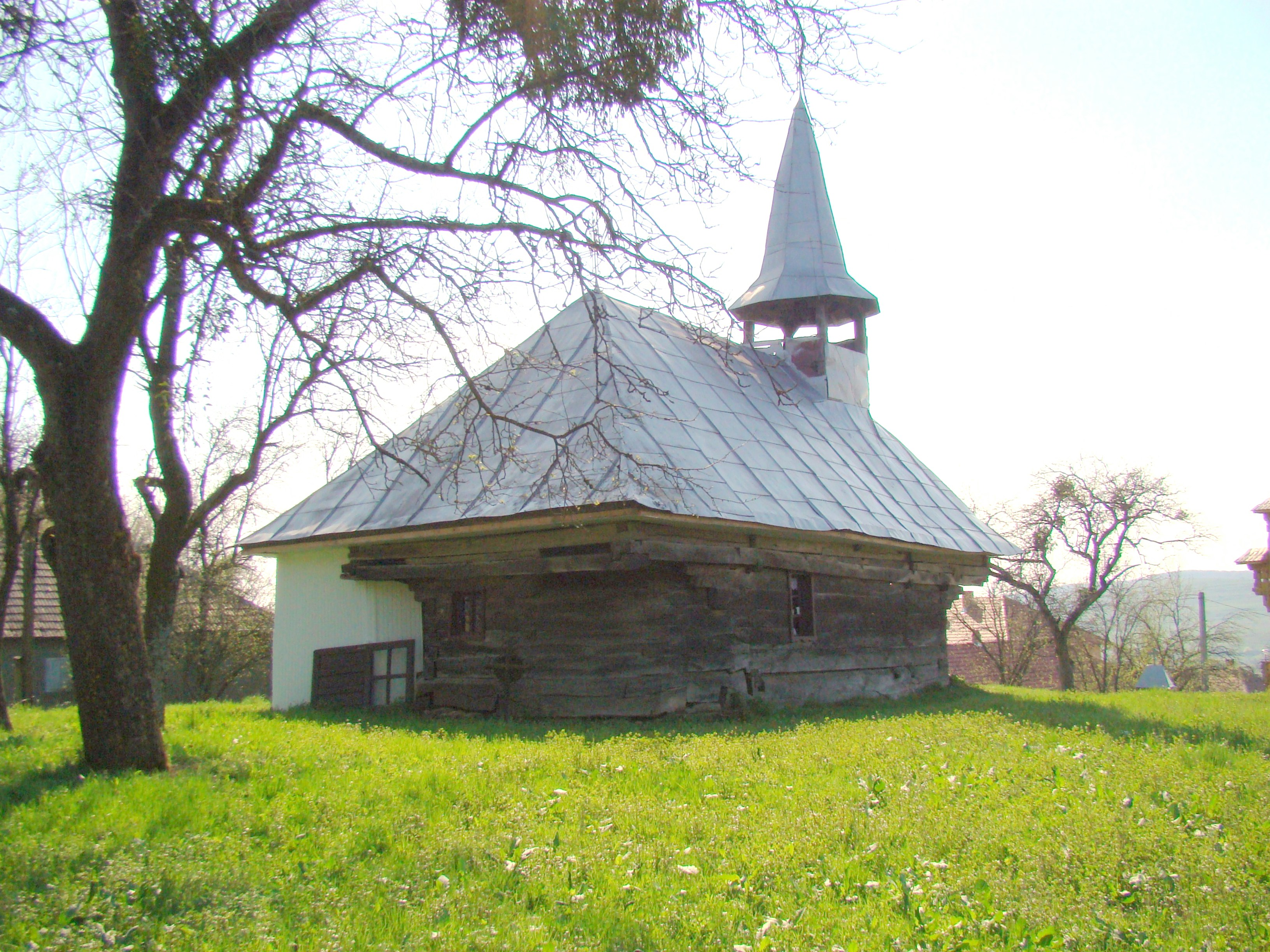
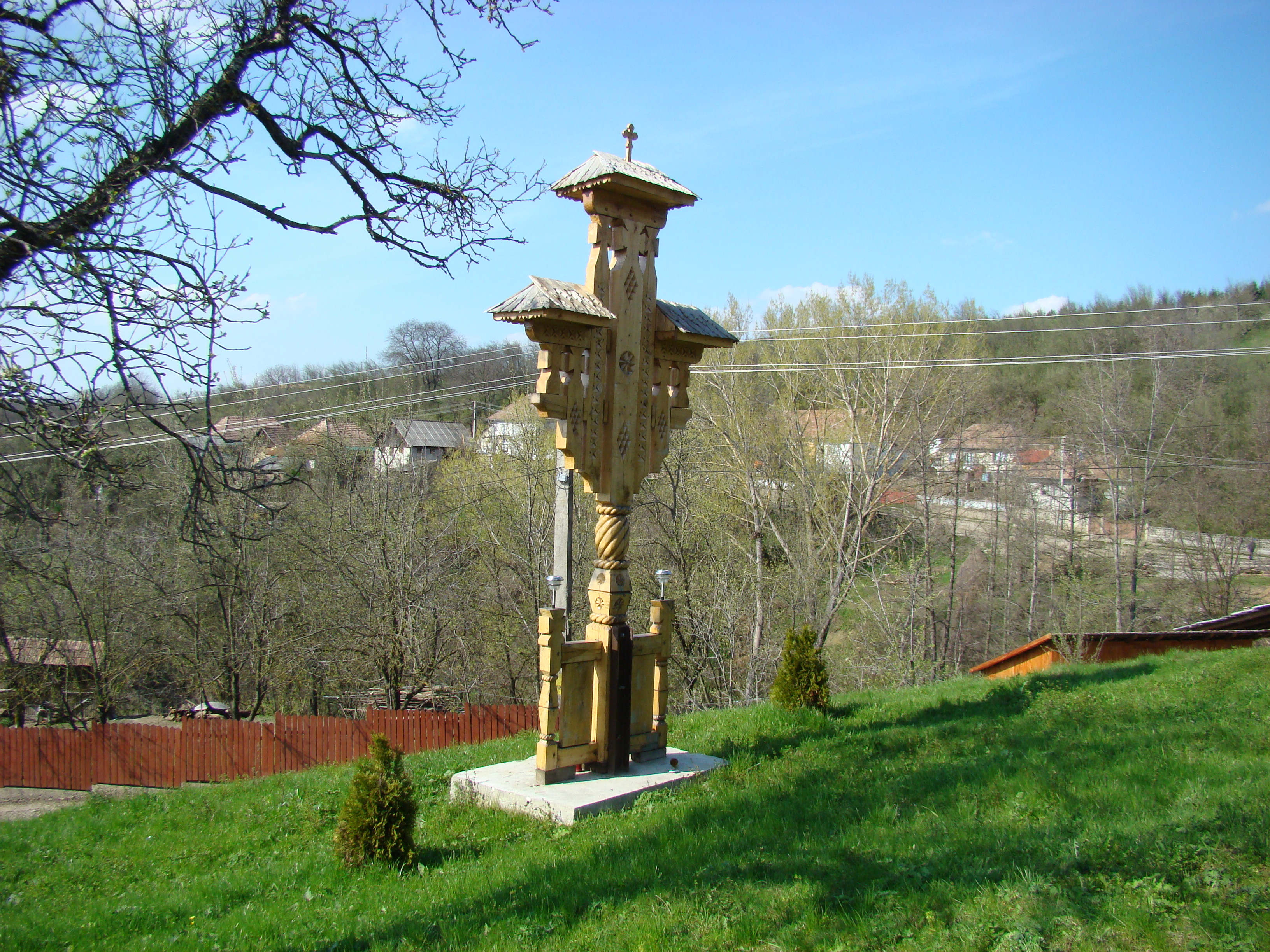
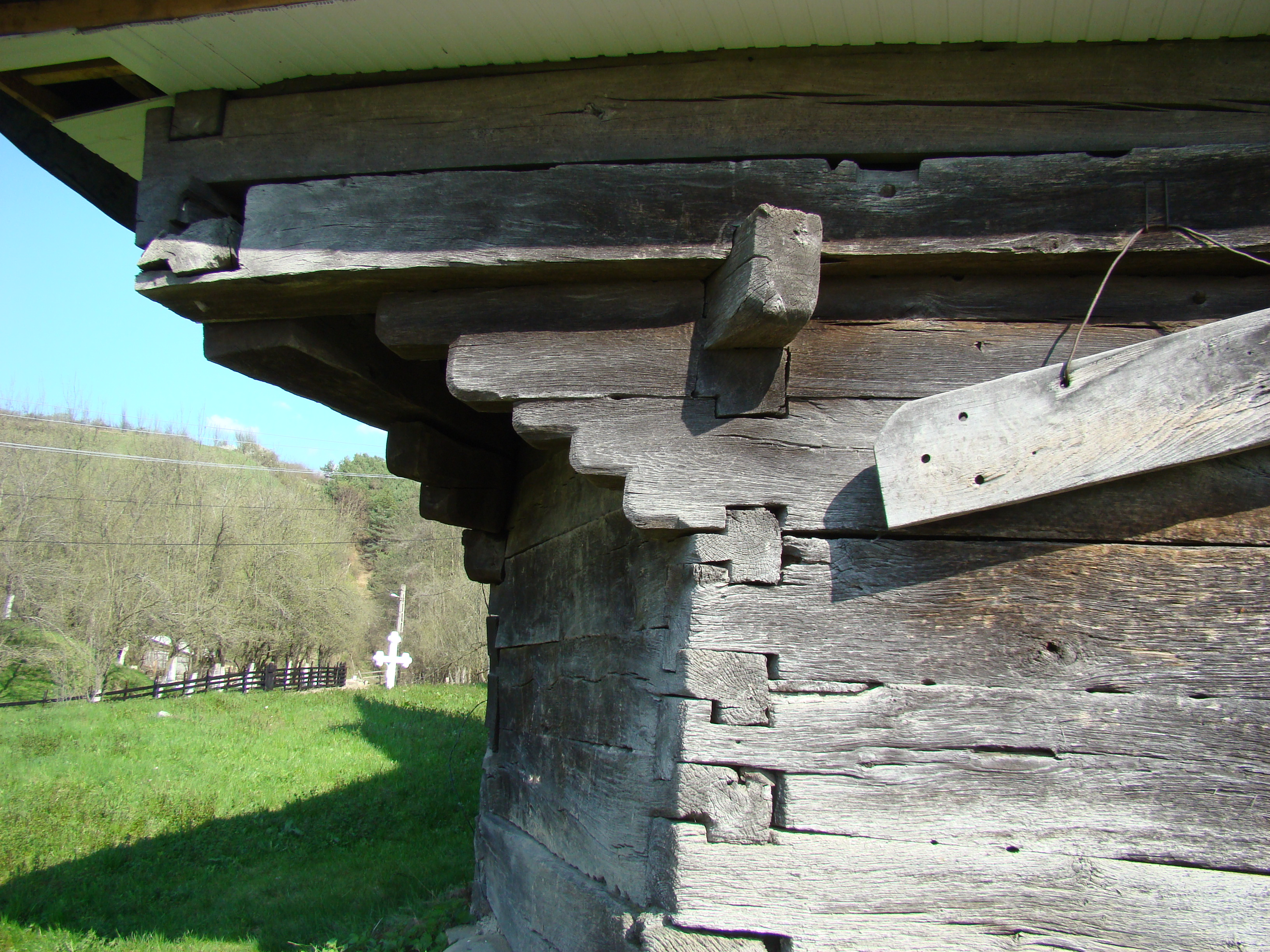
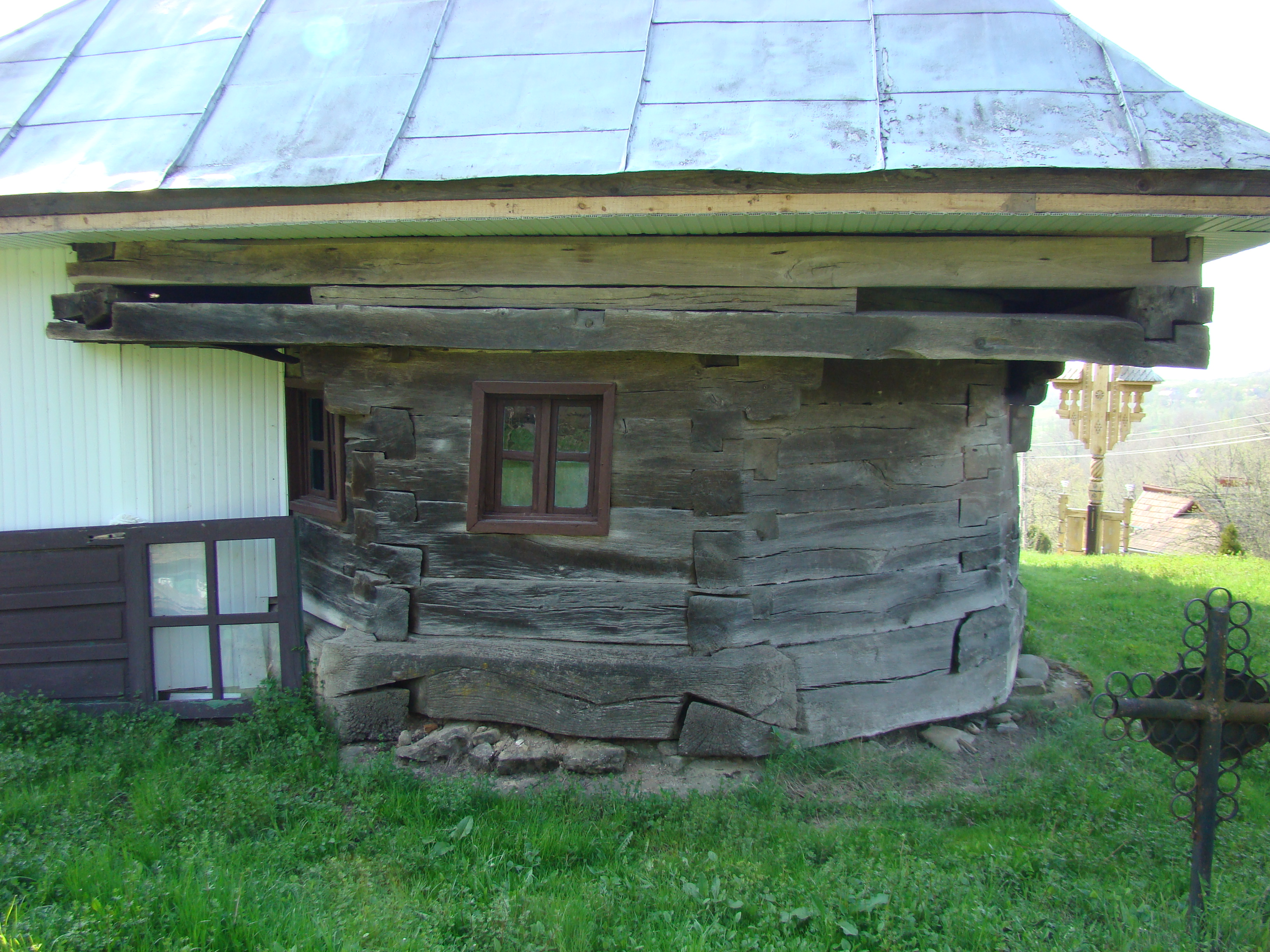
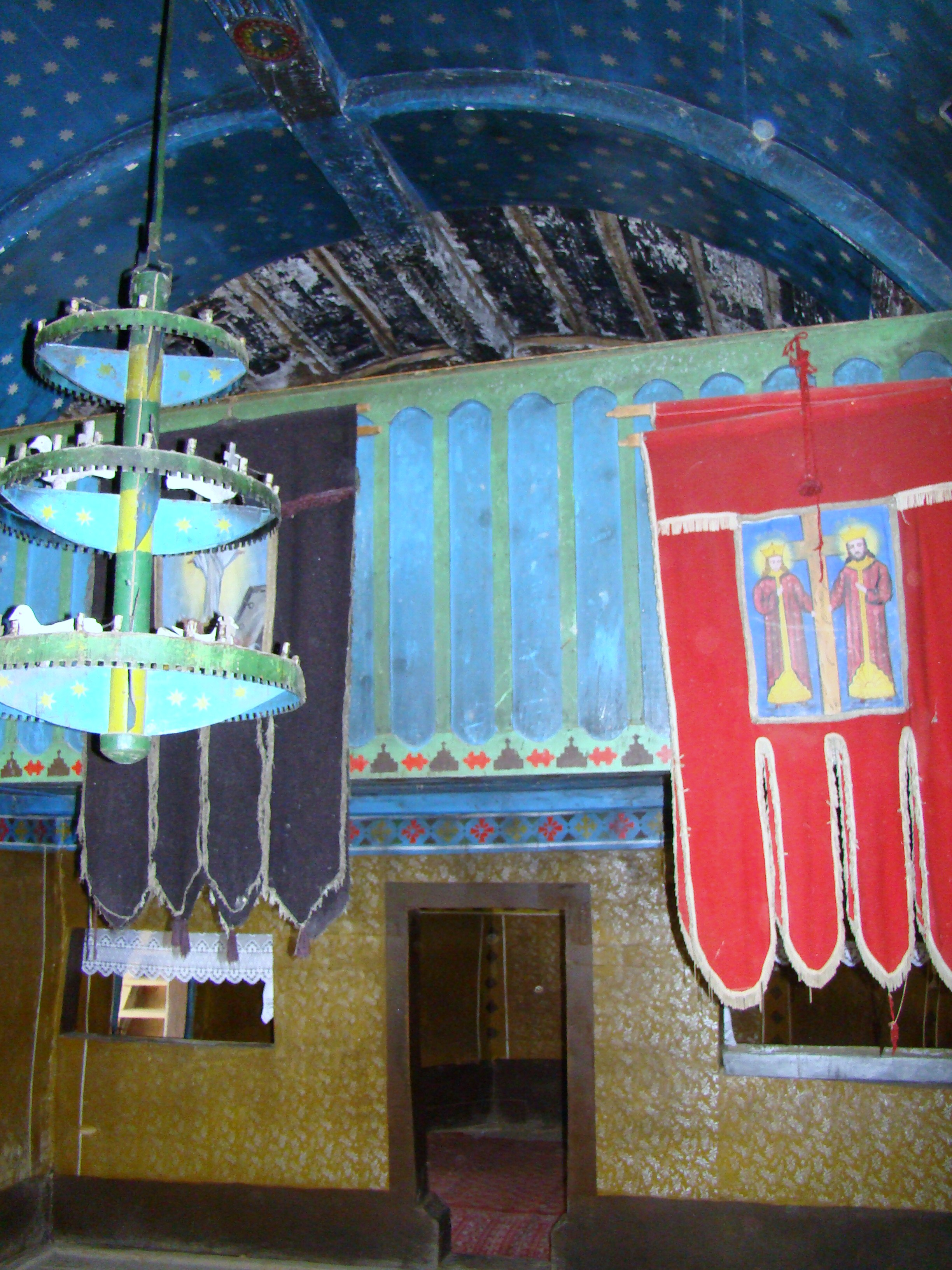
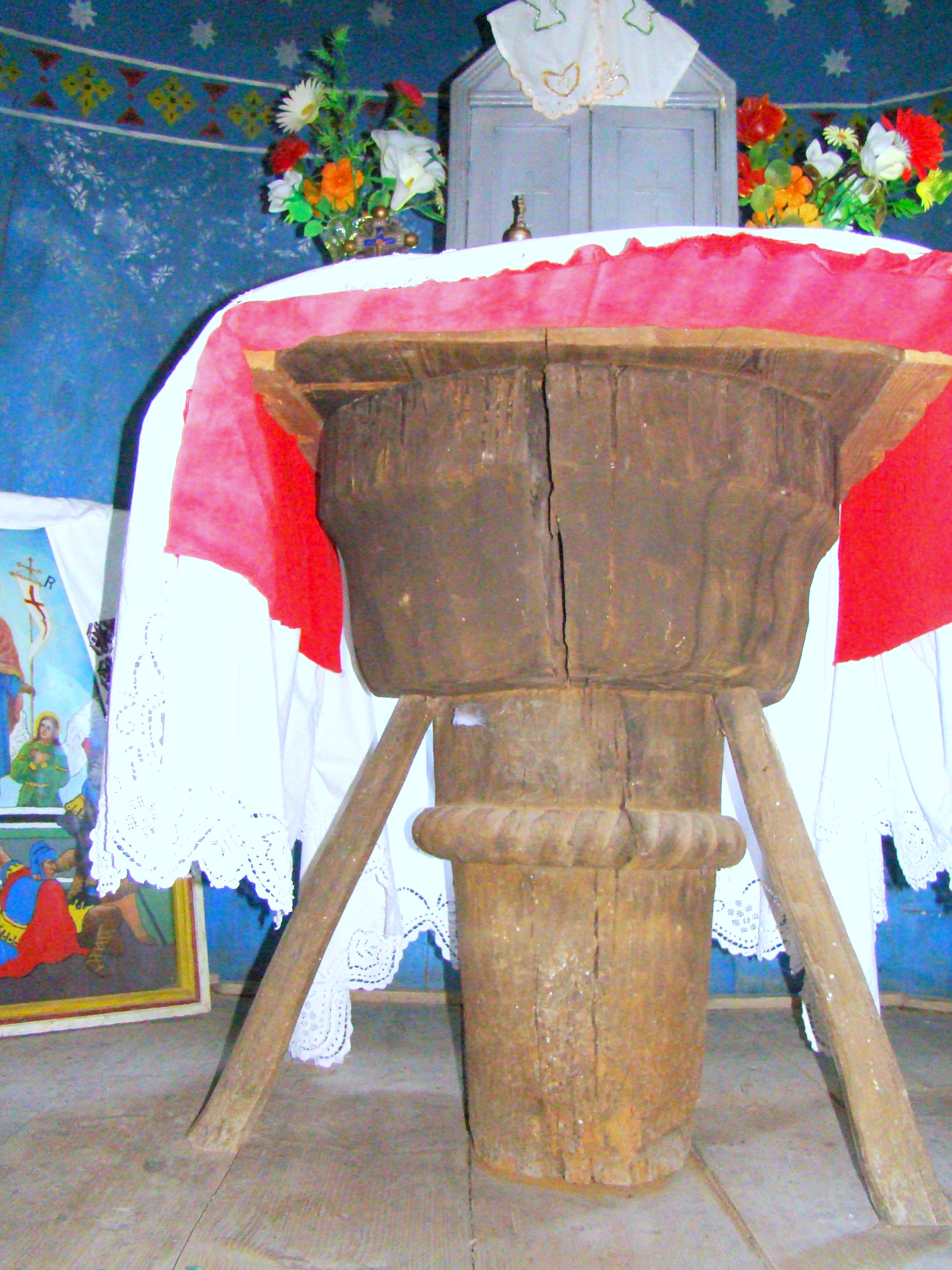
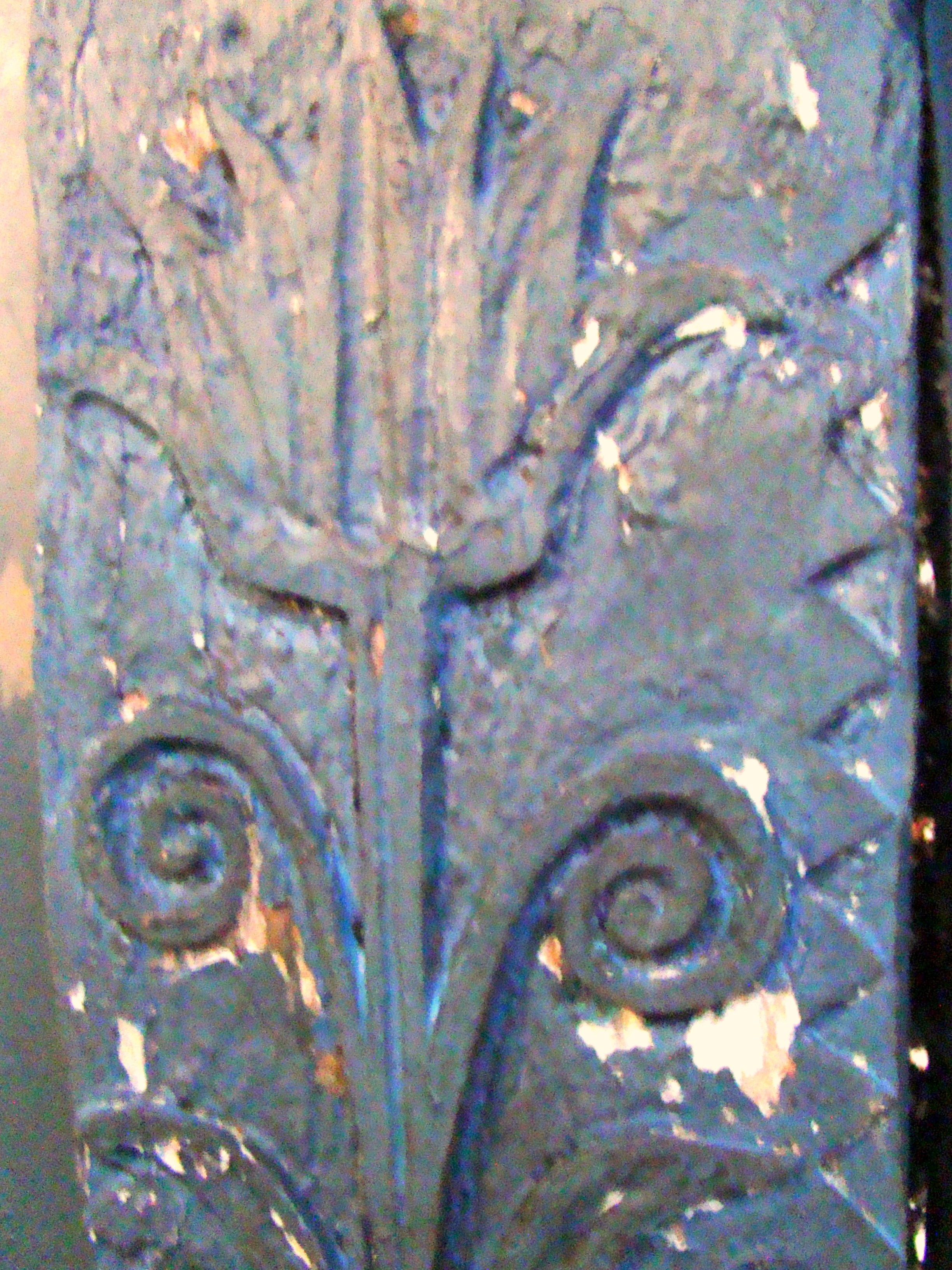
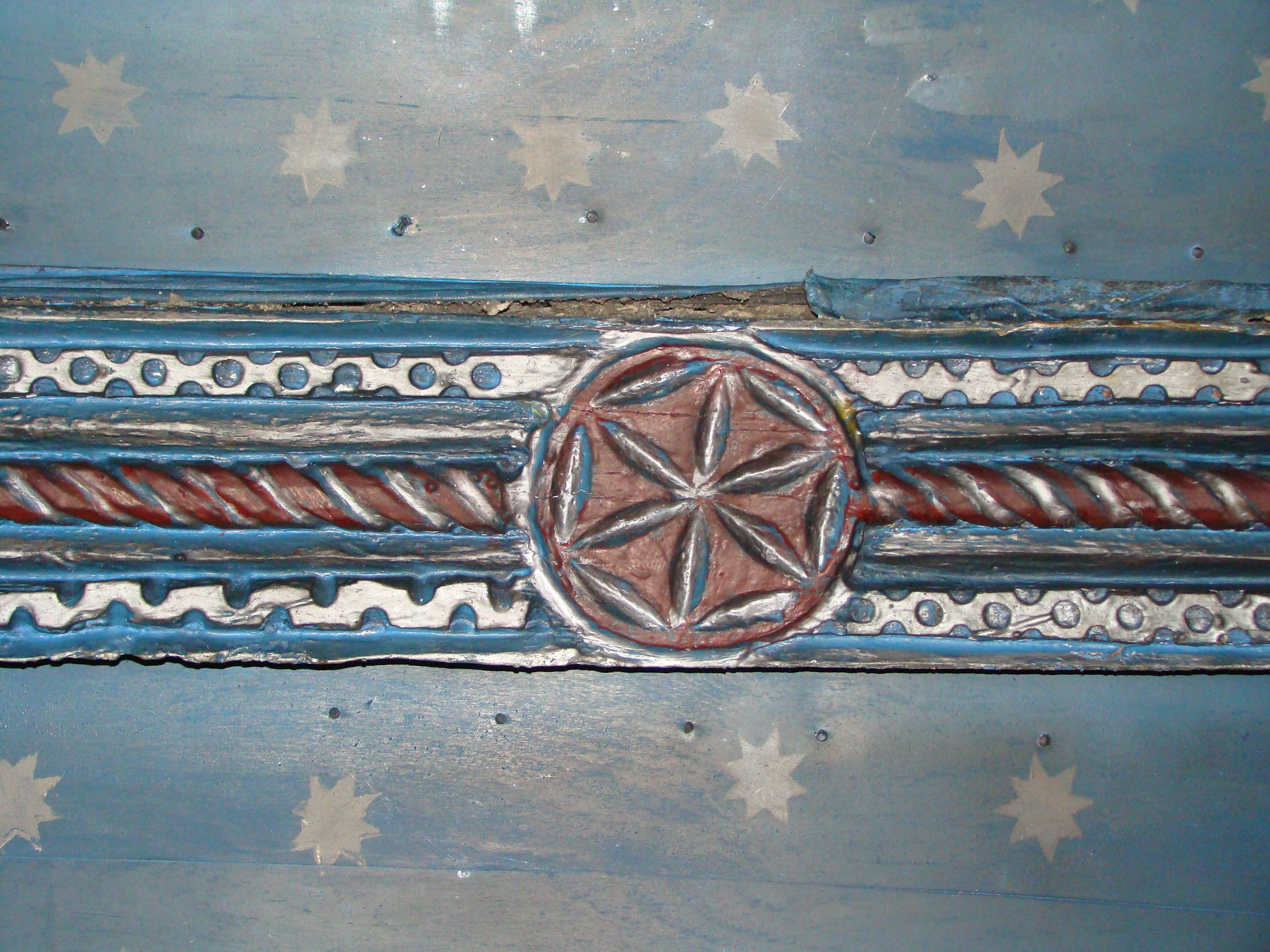